# 最上義光
最上 義光（もがみ よしあき）は、戦国時代から江戸時代前期にかけての出羽国の大名。最上氏第11代当主。出羽山形藩の初代藩主。
南羽州に勢力を広げ、縁戚である伊達輝宗・政宗と争う。関ヶ原の戦いにおいて東軍につき、慶長出羽合戦にて上杉家の直江兼続を退け、57万石の版図を築いた（『徳川実紀』）。

## 生涯

### 家督相続まで
天文15年（1546年）1月1日、第10代当主・最上義守と母・小野少将の娘との間に長男として生まれる。幼名は白寿丸。
永禄3年（1560年）、15歳で元服した。将軍・足利義輝より偏諱を賜り、義光と名乗った。
同年3月には、寒河江城攻めにて初陣を飾っている。しかしこの寒河江攻めは失敗に終わり、天文の乱において伊達氏からの独立性を回復して以降、推し進められてきた義守の領土拡張策はここに至って頓挫した。永禄6年（1563年）、義守・義光父子は上洛して将軍・義輝に拝謁し、この時に義守・義光父子は幕府より御所号で遇されている（『言継卿記』）。永禄7年（1564年）には義光の妹・義姫（のちの保春院）が伊達輝宗に嫁ぎ、永禄10年（1567年）には長男・梵天丸（後の伊達政宗）を生むが、この婚姻は後々まで両家に大きな影響を与えることとなる。
元亀元年（1570年）頃、義守と義光の間で諍いが生じる。5月、病床にあった重臣・氏家定直の仲裁で父子は和解する。翌元亀2年（1571年）8月、義守は出家して「栄林」と号し、義光が家督を相続した。
しかし、天正2年（1574年）1月、両者の間が再び険悪になると、伊達氏からの独立傾向を強めていた義光を抑えるべく、伊達輝宗が岳父・義守救援の名目で最上領内に出兵する。天童頼貞・白鳥長久・蔵増頼真・延沢満延らが輝宗に同調するなど四面楚歌の状況であったが、義光はこれらの攻勢を巧みに退けた。9月10日には義光有利のうちに和議が成立し、最上氏は伊達氏からの完全な独立に成功した。以後、義守・義光父子は和解し、再び争うことはなかった。
従来、義守が義光を廃嫡して次男の義時に後を継がせようとしたことが両者不和の原因とされてきたが、一級史料には全く義時の名が見られないため、今日ではこの説は義時の存在も含めて後世の創作と見なされている（詳細は天正最上の乱を参照）。

### 出羽統一期
家督相続を巡る一連の抗争が義光の勝利に終わった後も、最上氏庶流の天童頼貞・東根頼景・上山満兼などは依然として義光に従わず、谷地城主・白鳥長久は、中央の実力者・織田信長に出羽守への推任を願い出るなど、この時点ではまだ最上一郡の支配すらもおぼつかない状態であった。そのため義光はまず家中法度の整備など足場固めに努め、しかる後に羽州探題・最上氏の勢威を回復させるための戦に乗り出した。
なお、このころまでに正室を大崎氏より得て盟約を結び、天正3年（1575年）に嫡男義康が誕生している。
天正5年（1577年）、天童頼貞を盟主とする最上八楯と戦うも決着せず、和睦して頼貞の娘（天童御前）を義光の側室に迎えた。
天正6年（1578年）、上山満兼が伊達輝宗の支援を受けて最上領に侵攻した。義光は粘り強く防衛につとめ攻城戦から野戦に持ち込み、連合軍に手痛い打撃を与えた。浮き足立つ輝宗の陣に、兄の危機を察した妹・義姫が駕籠で乗りつけ、両者を説得して和議を結ばせた（柏木山の戦い）。天正8年（1580年）、義光は満兼の重臣・里見民部に内応すれば上山領を与えると誘いをかけ、これに乗った民部は満兼を殺害して義光に降り、上山城を手中に収めた。
天正9年（1581年）から村山郡にも兵を進め、まずは天童氏の姻戚である小国城主・細川直元を万騎ヶ原の戦いで破り小国城を攻略。夏には小野寺氏重臣の鮭延城主・鮭延秀綱を調略する。
天正10年（1582年）、天童御前が三男・義親を産んで間もなく死亡したため、天童氏との和睦は白紙に戻った。
天正11年（1583年）、庄内の大宝寺義氏が最上攻めを計画したが、義光は事前に大宝寺家臣の東禅寺義長らを内応させており、義長は謀反を起こし逆に義氏を急襲した。不意を突かれた義氏は自刃した。
天正12年（1584年）、義光は白鳥長久の娘を嫡男・義康の室に迎えることで懐柔しようとしたが応じなかったため、病で危篤に陥ったと偽って長久を山形城に誘き出して自ら斬殺すると、ただちに谷地城を攻略した。続いて寒河江城主・寒河江高基を攻めて自害させ、寒河江氏を滅した。また、父・頼貞の跡を継いだ天童頼澄を攻めるも、最上八楯の一人・延沢満延の奮戦で最上軍は敗退する。そこで義光は、満延の嫡男・又五郎に次女・松尾姫を嫁がせて、満延を引き抜くと、さらに東根頼景の家老・里見源右衛門を内応させて東根城を攻略する。追い詰められた頼澄は国分盛重を頼って落ち延びた。こうして天童氏を盟主とする最上八楯は崩壊し、義光は最上郡全域を支配下に収めた。
天正14年（1586年）、小野寺義道と有屋峠で戦う。緒戦は敗北するも、嫡男・義康と楯岡満茂らが反撃し、小野寺勢を撃退することに成功した。
天正15年（1587年）、大宝寺義氏の弟・義興が上杉景勝に接近を図っているという情報を知った義光は、素早く義興を攻撃して自刃させ、義興の養子・義勝（上杉家臣・本庄繁長の子）は越後に逃れた。
天正16年（1588年）2月、伊達政宗が1万の軍勢で義兄・大崎義隆を攻撃すると（大崎合戦）、義光は援軍5,000を派遣して義隆と共に伊達軍を破ったが、義光の妹・義姫（保春院）が両軍の間に自分の乗った駕籠を置かせて停戦を懇願したため、両者は和議を結んで撤退した。
閏5月、豊臣秀吉により羽州探題に任命される。8月、最上勢が動けないと判断した越後の上杉景勝が家臣の本庄繁長、大宝寺義勝父子に庄内侵攻を命じた。景勝の意を受けた繁長率いる上杉軍は十五里ヶ原の戦いで最上軍を破り、庄内地方は上杉氏の影響下にあった大宝寺氏に奪還された。その後も上杉軍との戦いは続いたが、上杉家の重臣・直江兼続が石田三成経由で秀吉に接近、義光は以前から懇意であった徳川家康を通じて交渉にあたるも、秀吉の裁定により庄内地方は上杉領として公認された。
天正17年（1589年）5月、徳川家康は片倉景綱に書状を送り、伊達政宗が最上義光と友誼を篤くするよう要請している。義光は摺上原の戦いに援軍を送ったという

### 豊臣政権下
天正18年（1590年）、豊臣秀吉の小田原征伐に参陣し、宇都宮城にて夫人と秀吉に拝謁し本領24万石の安堵を受けた。この時、義光は直前に没した父・義守の葬儀のため甥・伊達政宗よりさらに遅参しているが、事前に家康と交渉していた成果もあり、咎めはなかった。また奥州仕置の際に発生した仙北一揆に乗じて小野寺領に出兵し、雄勝郡（上浦郡の一部）を削り取った。
なお小田原参陣前、妹・義姫を利用し政宗毒殺を目論んでいたとされることがあるが、この説が正しいかは諸説ある（義姫参照）。
天正19年（1591年）正月、京都に上洛し、従四位下侍従に補任された。同年、家康が九戸政実の乱の征伐に来た際に、次男・家親を諸大名に先駆けて徳川家の小姓として出仕させた。この討伐に同行していた豊臣秀次が山形城に立ち寄った際、三女・駒姫の美貌に目をつけ、義光に側室に差し出すよう執拗に迫った（山形城に秀次は立ち寄らず、美貌の噂を聞いて迫ったという説もある）。義光は断ったが、度重なる要求に屈し渋々娘を差し出すこととなった。駒姫の成長を待って欲しいというのが、彼のせめてもの抵抗であった。また、三男・義親を秀吉に仕えさせ、最上家の安泰をはかった。
天正20年（1592年）、朝鮮出兵に備えて肥前名護屋に滞陣するも、渡海はせずに済んだ。名護屋在陣中、国許の家臣・伊良子信濃守に対して「いのちのうちニ、いま一ともかみのつちをふみ申たく候、みつを一はいのみたく候」という主旨の書状を送って本音を吐露しており、戦況が厳しくなるなかで、望郷心が強くなっていることを示す記述がなされている。同年より山形城の改築に取り組み始めた。このころ、秀吉から羽柴の名字を与えられる。
文禄3年（1594年）、小野寺義道の忠臣・八柏道為に偽の書状を送る。この計略にはまった義道は道為を成敗した。その後、義道は義光相手に連敗し、関ヶ原の戦い（慶長出羽合戦）では西軍に味方し、戦後改易された。
文禄4年（1595年）、秀次が謀叛の疑いで高野山に軟禁され、切腹した際（秀次事件）、娘の駒姫も連座して京三条河原で処刑された。15歳だった。一説では、駒姫は実質的には秀次の側室でさえなかったという。義光は家康の取り成しもあって必死で助命嘆願をしたが間に合わなかった。義光夫妻の悲嘆は激しく、悲報を聞いた義光は数日間食事を摂ることもままならず、駒姫の生母・大崎氏はまもなく駒姫の後を追うように死亡している。前田利家・上杉景勝ら28名とともに連名で起請文を出すが疑いは晴れず、政宗らと共に秀次への加担を疑われ謹慎処分を受ける。この時、父の無事を息子・義康と家親が祈願していることからも、相当追い詰められた義光の立場が判る。この処分は間もなく解けたが、義光の秀吉に対する憎悪は決定的なものとなった。これ以降、慶長伏見地震の直後に秀吉ではなく家康の護衛に駆けつける、秀吉から茶に招かれた家康を自発的に護衛する等、義光にとって恩義のある徳川方への傾斜をますます強めていく。
慶長3年（1598年）、会津若松城主・蒲生秀行が家臣団の争いを押さえられずに転封されると（蒲生騒動）、会津には上杉景勝が奥羽諸大名の監視と関東の徳川家康牽制のために送り込まれた。景勝とは庄内地方を巡り激しく争ってきた経緯があり、また上杉領が最上領によって会津と庄内・佐渡に分断されることになり、両者の衝突は避けられない状態となった。同年8月秀吉が死去すると、豊臣政権は五大老・五奉行による集団体制で政務を行うが、翌年には五大老筆頭・前田利家が死去する。五奉行の石田三成も蟄居し、徳川家康が大阪城西の丸で政務を行う。

### 慶長出羽合戦

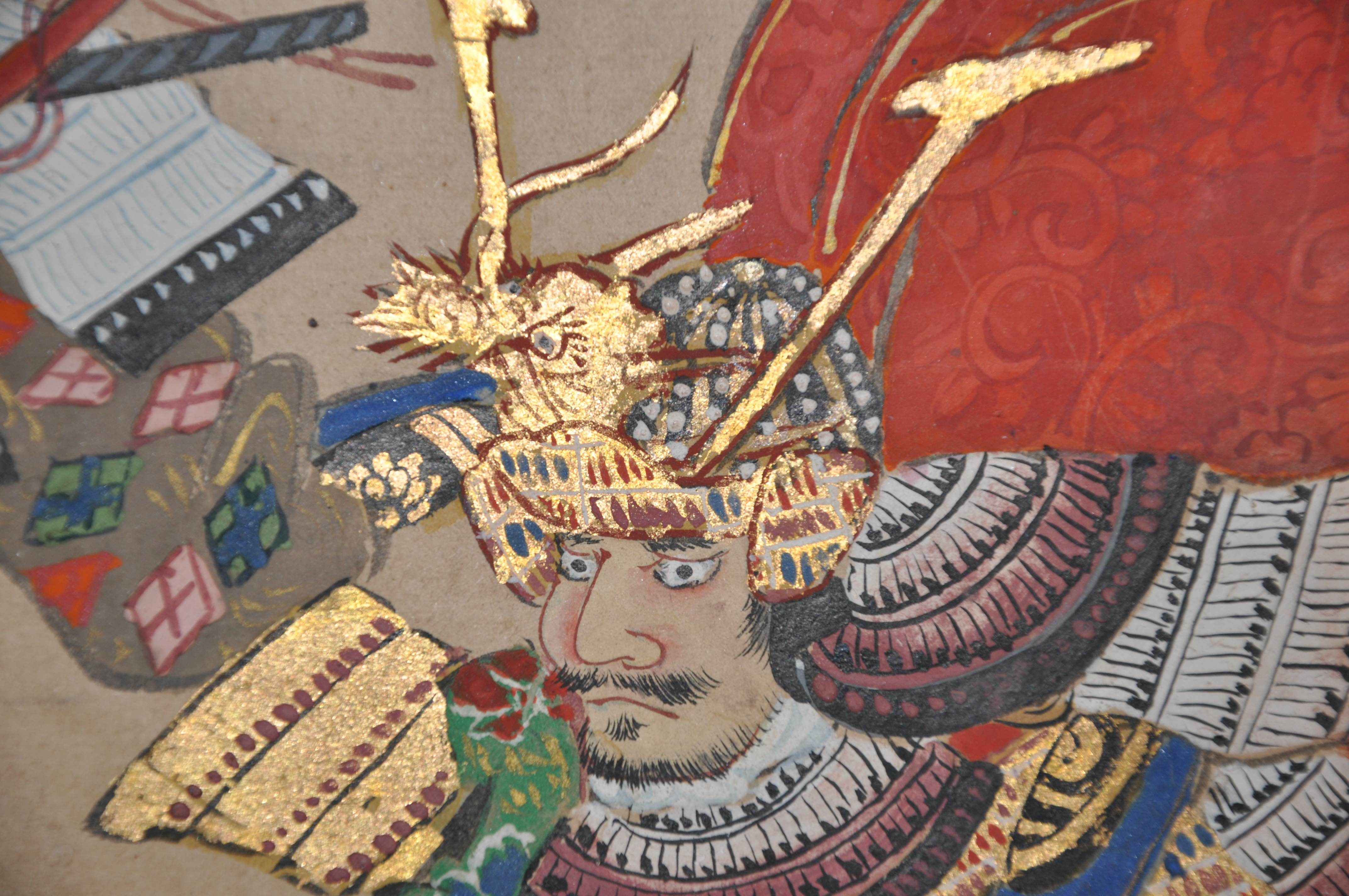
「長谷堂合戦図屏風」より。直江兼続を追撃する義光

慶長5年（1600年）、家康は会津の景勝が軍備を増強していることを詰問する。上杉家の重臣・直江兼続はこれに対して絶縁状ともいえる『直江状』で返答した。これを受けた家康は6月、会津征伐を開始した。義光ら奥羽の諸将は東軍（徳川方）に味方し、米沢城攻撃のため最上領内に集結していった。しかし、家康が会津征伐に赴く最中に、上杉氏と昵懇であった石田三成らが、反家康を名目にして上方で挙兵した。家康はこれを知ると会津攻撃を中止し、義光、政宗、結城秀康らに景勝の牽制を命じ上方に引き返した。
これを受け、奥羽諸将は最上領内から引き上げ始め、中でも領内で一揆が発生した南部利直は、急ぎ引き返した。一方で政宗は孤立を警戒し上杉勢と講和を結ぶ。義光は東軍につく決意を固めていたが、上杉領と接している家臣団はこれに反対し、義光も圧倒的不利を悟り、嫡子・義康を人質に出すことを条件に上杉勢と講和をはかった。しかし、義光が東軍方の秋田実季と結び上杉領を攻める形跡を上杉側に知られたため講和は成立しなかった。こうして最上家は完全に孤立した状態で、上杉家と対峙することとなった。
景勝は直江兼続に2万～2万4千余の軍勢を預け、最上領侵攻を開始した。これに対抗する最上軍は7,000余（実際は小野寺義道を牽制するため庄内に出兵していたため、さらに少なく3,000余）でしかなかったが、上杉軍に対して義光は2,000挺もの鉄砲を駆使して抗戦した。

#### 長谷堂城の戦い
わずか350名の最上兵が駐屯する畑谷城の守将・江口光清は、兵力集中のため撤退するようにという義光の命令を無視し籠城した。光清の器量を惜しんだ兼続は「降伏すれば名誉ある処置をとる」と勧告したが、光清はこれを拒否し抗戦した。光清父子に率いられた守兵はよく持ちこたえ、上杉軍に1,000名に近い死傷者を出す損害を与えるも、衆寡敵せずまもなく全滅、畑谷城は陥落した。続いて上杉軍は山形城の要である長谷堂城を攻撃するが、守将・志村光安率いる1,000名は上杉勢相手によく城を守り、鮭延秀綱らの奮戦もあって敵将・上泉泰綱を討ち取るなど多くの戦果を挙げた。他にも上山城の里見民部、湯沢城の楯岡満茂ら最上勢の守将は善戦し、上杉勢・小野寺勢相手に城を守り抜いた。
義光は嫡子・義康を派遣し、甥・政宗に援軍を要請した。この頃政宗は、南部利直が最上領に援軍として向かったことを知ると、和賀忠親を煽動し一揆を起こさせ領土拡大を狙っていた（岩崎一揆）。政宗は留守政景率いる約3,000の援軍を派遣したが、最上領で戦局を見守るに留まった。一説によれば、政宗は重臣・片倉景綱から「山形城が落城するまで傍観し、疲弊した上杉勢を討ち、漁夫の利を得るべし」との献策を受けていたが、母・義姫が山形城内にいることを考慮しその策を却下したといわれている。
9月29日、上杉軍は関ヶ原の戦いの敗報を聞いて長谷堂城の包囲を解き、米沢城に退却した。西軍敗戦の報を聞いた義光は、家臣・堀喜吽の制止に「大将が退却してどうやって敵を防ぐのか!」と反論し、先頭に立って上杉勢に追いすがった。しかし、敵の一斉射撃に襲われ、堀喜吽は戦死し、義光自身も兜に被弾してしまう。結局、最上軍はあと一歩のところで兼続を取り逃がしてしまった。兼続の退き際の見事さには、敵である義光も賞賛を惜しまなかったという。
上杉軍が退却すると最上勢は逃げ遅れた上杉勢を素早く追撃し、谷地城（西村山郡河北町）に籠る尾浦城主下秀久を下した。上杉氏が和平交渉へ向けて動いている間に、下秀久を先手として庄内地方に進攻し短期間のうちに十五里ヶ原の戦いで失った旧領の奪還に成功した。
義光は上杉軍を撃退した功により、攻め取った庄内地方などの領有を認められ、上杉領である置賜郡を除く現在の山形県全土と由利郡（佐竹氏との領土交換により、当初所有していた雄勝郡・平鹿郡と引き換えた）計57万石を領し、出羽山形藩の初代藩主となった。また、戦前交渉の失敗や秋田氏の勢力が増大することを恐れた戸沢氏の厭戦的態度から、戦後に義光は秋田実季が東軍を裏切ったとする讒訴を家康側に述べ、これが実季を常陸国に移封させる要因の一つともなった。

### 江戸時代
江戸幕府成立以降、義光は領内の復興に尽力した。自国の民に対して非常に寛容であり、義光存命中は一揆もほとんど起きなかったと云われる。彼の統治下における善政はのちに「最上源五郎は役(年貢以外の税金)をばかけぬ」と謳われた。
居城である山形城を改築し、国内有数の広さの平城に拡張するとともに、城下町の整備に取りかかった。まず、商人町を整備するため、山形城下においては地子銭・年貢を免除し、間口4間半から5間、奥行30間を基本とした125坪から150坪の土地を分け与えるとともに、羽州街道・笹谷街道沿いに定期市を設けた。さらに上杉から奪い返した日本海の要津・酒田港を最大限に活用すべく、庄内から山形へ通じる2本の街道を改修・拡幅するとともに、最上川の三難所を開削して水運の安全性を高め、領内の流通を盛んにして藩財政を大いに潤した。また職人町は「御免町」として諸役が免除され、職人の中には家臣並の待遇を受けた者も居た。当時の町数は31、町屋敷は 2,319軒で人口19,796人。これに家臣団を加えると人口は3万人を超えた。
農政面では、治水工事を積極的に推進し、北楯利長・新関久正らに命じ北楯大堰・因幡堰などの疏水を開削して用水問題を解決し、庄内平野の開発を進め、農業生産力を向上させた。
大宝寺城を改築して鶴ヶ岡城と改称し、自らの隠居所とした。義光と嫡男・義康の関係は当初良好であったが、家臣の讒言によっていつの間にか険悪なものとなっていた。このことは、家親に家督を継がせたい幕府や、それを利用せんとした家臣の思惑も絡んでいたと言われている。そんな中、慶長8年（1603年、1602年・1611年説もあり）、義康が何者かによって暗殺された。この事件については未だ詳細は不明であり、義光の意向によるものとされることもあるが、家臣たちの単独犯行説もありはっきりしない（最上義康参照）。
家康は、義光が近侍させていた次男の家親をことのほか気に入っており、義康廃嫡は家康の意向を受けてとのことだとも言われている。この事件は、義光の最上氏の安泰を計った思いが結果として裏目に出てしまったものといえる。既に義康は最上氏の次期当主として家臣に偏諱を与える程の権限を有しており、家中を動揺させた。義康の死が最上家改易の遠因になったことは指摘されることではあるが、改易には家親の夭折、家臣の強訴といった要素が大きいとの意見もある。城主たちの連合からなる最上家臣団が一枚岩ではなく、義光の力を以てしても統制がとれていなかった面も指摘されている。義光が行った義康の供養は、駒姫のものと同じく手厚いものであった。
慶長10年（1605年）、次男・家親が侍従に補任される。

### 晩年

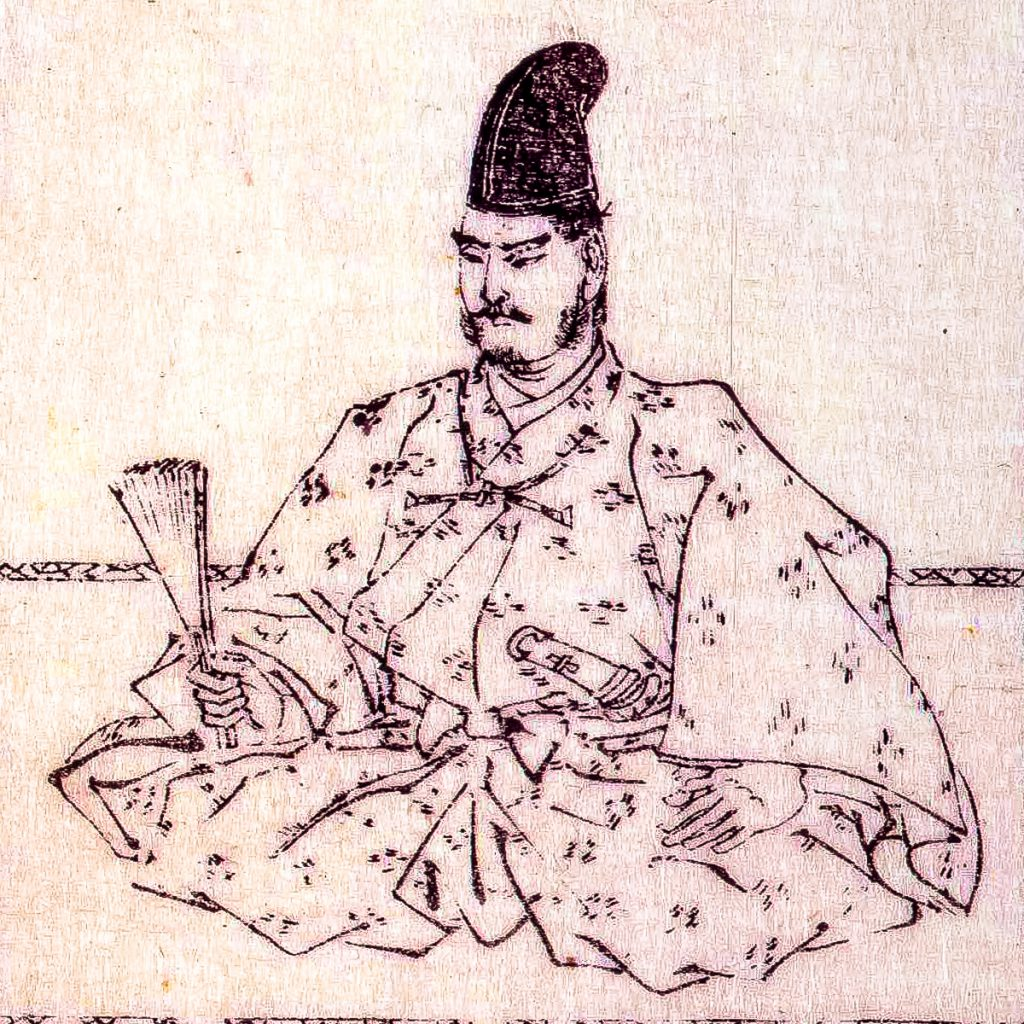
霞城公園にある『最上義光之像』。

慶長16年（1611年）3月、従四位上、左近衛少将と出羽守に叙位・任官する。その後、駿府城新築祝いのために駿府に上府したが、この頃から病がちになる。翌年堀普請を激励する文には、体調が良ければ現場に行きたいという趣旨を書き悔しがっている
慶長18年（1613年）、体調は一層悪化したと思われ、正月の拝賀は使者が赴いている。同年4月、義光は病躯を引きずるようにして江戸に上り将軍・徳川秀忠に謁見、さらにその後駿府に向かうが神奈川から使者を出したようである。9月、再び駿府の家康に謁して最上家の今後を託し、家康から薬などを下賜された。また、「天下呑分の杯」を拝領した。その後江戸城で秀忠に拝謁し、家親が江戸に在勤している間の国役三分の一を免除された（『徳川実紀』）。
明けて慶長19年（1614年）1月18日未刻、山形城に帰還してまもなく病死した。享年69。葬儀当日、寒河江肥前守、寒河江十兵衛、長岡但馬守、山家河内守の4人の家臣が殉死した。義光の墓所は山形市鉄砲町の光禅寺にある。光禅寺は創建当初現在の七日町に在ったが、鳥居氏転封の際、鳥居氏の菩提所長源寺と改められ、光禅寺は旧臣らの手によって現在地に移転された。

## 義光死後の最上家
義光の死後、後を継いだ家親は元和3年（1617年）に急死した。家親の子・義俊（義光の孫）が後を継いだが、後継者をめぐって内紛が発生し幕府の仲介でも解決しなかったため、家中不届きであるとして、義光の死からわずか9年後の元和8年（1622年）に改易された（最上騒動）。義俊は近江大森藩1万石を与えられたが早世し、後を継いだ義智は幼少のため更に5,000石に減らされ、以後の最上家は養子を迎えながら交代寄合として明治維新を迎えた。最上家直系の末裔は現在関西地方に在住である。
また、義光の四男・山野辺義忠の家系は水戸藩家老として明治維新を迎えている。テレビ時代劇『水戸黄門』に登場する国家老・山野辺兵庫は、義忠の子・義堅であり、義光の孫にあたる。
大正13年（1924年）2月11日、宮内省より正四位を追贈された。昭和52年（1977年）、霞城公園内に「最上義光公勇戦の像」が作られ、平成元年（1989年）12月1日、最上家史料を展示し義光を顕彰する施設として、山形市によって最上義光歴史館が建設された。

## 人物・逸話
- 義光は「よしあき」と読む[22]。彼が実妹・保春院に宛てた書状において、自らの名を平仮名で「よしあき」と書いている[22]。
- 早くから集団戦術・火器に着目しており、酒田港経由で上方より大量の銃器・火薬を入手し、また堺から鉄砲鍛冶を招聘していた。天正2年（1574年）の伊達・上山勢との戦闘や、寒河江城攻略においては集団射撃で敵を破っている。長谷堂城の戦いでも、上杉勢は最上勢の射撃に苦しめられた。
- 白鳥長久の娘（日吉姫）を嫡男・義康の妻に迎えるためとして、蔵増（天童市）から谷地（河北町）へ至る「向去り（むかさり）道」を蔵増親景（大膳亮）に命じて造らせる一方、その縁談が破談となり白鳥長久を山形城へ誘い出し暗殺すると、向去り道を一気に攻め上り谷地城を落城させた[23]。
- 伊達輝宗に嫁いだ実妹・保春院とは殊更関係が深く、後世に残る文通は多数ある。特に大崎合戦・慶長出羽合戦においては保春院が実家である最上家を慮って伊達家との仲を取り持つように動いた書状が複数存在する。対して、その甥である伊達政宗とは一回り下の世代にあたる人物でありながら因縁は深く、縁戚としての文通も少なくないながら敵対者として挑発的なやり取りも複数見られ、惣無事令の後も特に政宗が第三者に義光を評する時などは皮肉めいた物言いの書状が多い。
- 晩年体調を崩すまでは右筆をほとんど使わず、自筆で書状を記していた。
- 義光には当時描かれた肖像画は伝わっていない。広く流布している烏帽子姿の肖像画は、近世以降描かれたものと推察される。

### 体格
- 長身で180センチ以上だったとされる[24]。松尾剛次山形大学名誉教授も「奥羽永慶軍記」巻二十五の記述に六尺余りとあることを確認している[24]。義光が戦いで使用した指揮棒は刀2本分の重みがあったという逸話がある[24]。
- 力が強く武勇にも優れていた。永禄4年（1561年・16歳）頃には7、8人がかりで動かした大石を一人で易々と転がしたという。同年、父の供をして高湯温泉（現・蔵王温泉）へ湯治に行った際、鹿狩りのあと眠りについていたところ、盗賊数十人に襲われた。義光は先頭に立って防戦、2人に重傷を負わせ1人と組み合って刺殺、その際に顔に複数の傷を受けたという。我が子の武勇を賞して父は名刀・笹切（伝貞宗?）を授け、義光はこれを受け取ると感動して言葉もなく涙していたという（『羽陽軍記』・『奥羽永慶軍記』に記述あり）。蔵王温泉には、家臣と力比べをしてただ一人で持ち上げたという「義光公の力石」が残されている。

### 文化人
- 義光は『伊勢物語』等の古典文学に親しみ、家臣にも文学を熱心に奨励した。特に『源氏物語』に関しては、上洛中に乗阿の講義を受けて切紙（免状）を授与された。また、絵巻物・屏風・陶器等の美術品を蒐集し（家臣の武久昌勝が若狭・酒井氏に仕官するまで所有していたものと伝わる『伴大納言絵詞』も生前蒐集していた可能性がある）、乗阿・山本宗佐らを領内に招聘して[注 14]山形城下に桃山文化を移入した。この光明寺には、文禄3年（1594年）7月7日に義光が狩野派の絵師・狩野宗秀（狩野永徳の弟）に描かせてに寄進した、「遊行上人絵巻」（全10巻、重要文化財）が残っている[25]。
- 義光が残した連歌の数は現存33巻・248句にのぼり、これは同時代諸侯の中では細川幽斎に次ぐ多さである。同席者も里村紹巴をはじめとする錚々たる顔ぶれであり、後陽成天皇から発句を賜ったこともあった。天正20年（1592年）2月には、京の連歌師たちの求めに応じて江口光清に発句を届けさせている。また、連歌の研究書『連歌新式注』一巻も執筆しており、同時代の連歌の主要作家とされる。代表作に「梅咲きて　匂い外なる　四方もなし」などがある。和歌や手紙の文体・書体も秀でている。
- 最上家は代々宗教の保護に取り組んでおり、義光もまた信仰心があつかった。愛用の指揮棒に「清和天皇末葉山形出羽守有髪僧義光」と刻していたことからもそのことがよくわかる。天正7年（1579年）8月、義光は重病に罹っていたらしく湯殿山で祈願を行っている。義光は領土拡大と藩政確立に伴い、寺社の建立と保護を行った。最上山専称寺、立石寺、羽黒山、慈恩寺、義光山常念寺（嫡子義康の菩提寺）などは義光時代に創建または再建された寺である。山形一の伽藍を持つ専称寺は、非業の死を遂げた愛娘・駒姫と妻を供養するためのものだといわれ、山形城内から駒姫の居室が移築された。境内には義光が参拝するときに馬を繋いだという伝説のある「駒つなぎの桜」が残されている。
- 日本三大植木市の一つとされる山形市の「薬師祭植木市」は、義光が大火で失われた緑を取り戻そうと住民に呼びかけたのがはじまりとされている。
- 山形城にある義光像は馬が二本脚で立つ大変珍しい形をしている。この造型は寄贈者である鈴木傳六（でん六創業者）たっての意向であり、大変難度の高い技術を用いているとのことである。

### 同時代及び後世の評価
義光について、軍記物においてであるが、以下のような評価が存在し、英雄視されていたことが分かる。
- 「義光公は智仁勇の三徳を兼ね、その誉れ世に高し。近隣従ひつかずといふことなし」（『最上義光物語』）
- 「およそ出羽十二郡の内、秋田城介の所領よりほかは、みな此の人の進退に任せけるは、且つ義光智勇の祖より超越したる故なり。」（『会津四家合考』）
- 「武勇は人にすぐれ、就中慈悲深くして諸士を深く労はり、たとえば親の子をあはれむ様にこそなし給へ。」（『会津四家合考』）
- 「其ノ性寛柔ニシテ無道ニ報ヒズ、然モ勇ニシテ邪ナラズ。誠ニ君々タレバ、臣々タリトカヤ。」（『奥羽永慶軍記』）

また、「羽州の狐」、「奥羽の驍将」、「虎将」（官位・近衛少将の漢名である「虎賁郎将」からとった）と称されることがある。

## 系譜

### 兄弟姉妹
- 中野義時（1550? - 1574?）実在したか疑わしい
- 長瀞義保（生没年不詳、九戸政実の乱で戦死説も）松根光広の父
- 楯岡光直（1559-1629）楯岡城主ー由利城主、最上家改易後は細川家に預けられる
- 義姫（1548 - 1623）保春院。伊達輝宗正室、伊達政宗の母。

### 妻
- 正室・ 大崎夫人（？ - 1595）としよ姫、大崎義隆の妹。秀次事件後、義光とともに聚楽第に監禁され1595年8月16日急死。肖像画が専称寺に残されている。墓所は寒河江市不動山正覚寺。法名は「月窓妙桂大禅尼」。
- 側室・天童氏（？ - 1582）天童頼貞の娘。天童氏との和睦条件として嫁ぐ。三男・義親出産直後の1582年10月12日に死去
- 継室・清水御前（1577 - 1638）清水城主・清水義氏の娘。大崎夫人の死後、20歳で義光に嫁ぐ。文才に秀でていたという。義光死後は落飾し浄土真宗光明寺を開基、寺領54石の御朱印を賜った。法名は「光明寺殿釈尼真覚大禅定尼」。

### 子
- 最上義康（母：大崎氏、1575 - 1603）廃嫡後、何者かによって暗殺される
- 最上家親（母：大崎氏？、1582 - 1617）山形藩二代藩主、三男説あり
- 清水義親（母：天童氏、1582 - 1614）清水城主、豊臣方へ通じた疑いをかけられ兄・家親に攻められ自刃、二男説あり
- 山野辺義忠（母：大石田町深堀郷士の娘という伝承あり、1588 - 1664）山野辺城主、最上家改易後は水戸藩家老となる。義光の男子で唯一天寿を全うした
- 上野山義直（母：不詳、1594 - 1622）上山城主、最上家改易後、預け先で切腹
- 大山光隆（母：不詳、1602 - 1625）最上家改易後、預け先で切腹
- 松尾姫（母：大崎氏、1578 - 1606頃）延沢光昌室
- 駒姫（母：大崎氏、1581 - 1595）別名お伊万の方。豊臣秀次側室、秀次に連座し処刑される
- 竹姫（母：大崎氏、生没年不詳）氏家光氏室、長女説あり
- 禧久姫（母：不詳、？- 1664）里見親宜室

## 家臣
- 氏家定直
- 氏家守棟
- 氏家光氏

- 江口光清
- 北楯利長
- 鮭延秀綱

- 里見民部
- 清水義氏
- 志村光安

- 楯岡満茂
- 延沢満延
- 池田盛周

### 江戸初期の主な城将配置
義光は領内各地に大身の城主を多数配置した。「最上家伝覚書」によれば、万石以上の家臣が16人、千石以上が63人、百石以上が850人いたという。家臣の知行を合計すると66万石余にもなる。最上氏は急速に勢力を拡大したため集権化が追いついておらず、結果的には最上氏改易の一因となった。
| - 清水城主 清水義親 27,000石 - 大山城主 大山光隆 27,000石 | - 上山城主 上野山義直 21,000石 - 山野辺城主 山野辺義忠 19,300石 | - 楯岡城主 楯岡光直 16,000石 - 白岩城主 松根光広 12,000石 |

| - 由利城主 楯岡満茂 45,000石 - 亀ヶ崎城主 志村光安 30,000石 - 寒河江城主 寒河江広俊 27,000石 - 野辺沢城主 延沢光昌 20,000石 - 天童城主 氏家光氏 17,000石 - 長崎城主 里見民部 17,000石 | - 長谷堂城主 坂光秀 13,000石 - 東根城主 東根景佐 12,000石 - 真室川城主 鮭延秀綱 11,500石 - 滝沢城主 滝沢政道 10,000石 - 小国城主 小国光基 8,000石 - 長崎城主 中山朝正 7,000石 | - 鶴岡城代 新関久正 6,500石 - 高櫤城主 斎藤光則 5,500石 - 成沢城主 成沢道忠 5,000石 - 八柏城主 谷柏直家 4,000石 - 湯沢城主 小国摂津守 4,000石 - 新庄城番 日野定重 3,000石 |

## 偏諱を与えた人物
（＊「光」の字は義光の読みに合わせて「あき」と読むのが正確だが、一部の人物では「みつ」と読ませることもある。）
- 最上義康（長男）
- 楯岡光直（楯岡城主）
- 山野辺光茂（義忠）（四男、山野辺城主）
- 最上光広（上野山義直）（五男、上山城主）
- 大山光隆（六男、大山城主）
- 最上義親　のち家親、三男はのち清水義親に改名）
- 松根光広（甥（実弟・長瀞義保の子）、白岩城主）
- 氏家光棟（娘婿説もあり。氏家守棟の嫡男。十五里ヶ原の戦いで戦死）
- 氏家光氏（娘婿、天童城主、初名は成沢光氏、守棟の従兄弟・成沢道忠の子）
- 延沢光昌（娘婿、野辺沢城主、満延の子）
- 江口光清
- 志村光清（光安の父）
- 志村光安（亀ヶ崎城主）
- 志村光惟（光清とも、光安の子）
- 坂光秀（長谷堂城主）
- 蔵増光忠（蔵増安房守、細川直元を滅ぼした戦功により小国郷を与えられる）
- 小国光基（蔵増安房守光忠の子、新領地に因んで小国に改姓、のち小国城主となる）
- 斎藤光則（高櫤城主）
- 寒河江良光?（安中坊壽斎）
- 寒河江光俊?（外記、寒河江広俊と同一人物ともされる[29]）

## 関連作品

### 小説
- 中村晃『最上義光』
- 松本清張『武将不信』
- 南條範夫『最上源五郎義俊』（『大名廃絶録』収録）
- 永岡慶之助『最上義光』
- 天野純希『北天に楽土あり』
- 高橋義夫『さむらい道 上・下』
- 今村翔吾『裸の親子』（『戦国武将伝 東日本編』収録）

### 漫画
- 河村恵利『最上家秘聞　遠つ迷い路』

### テレビドラマ
- 『独眼竜政宗』（1987年、NHK大河ドラマ、演：原田芳雄）

### 楽曲
- さくらゆき『北の虎』（2024年、作詞：小栗さくら、作曲：眞鍋香我）